# Michael Meier-Brügger

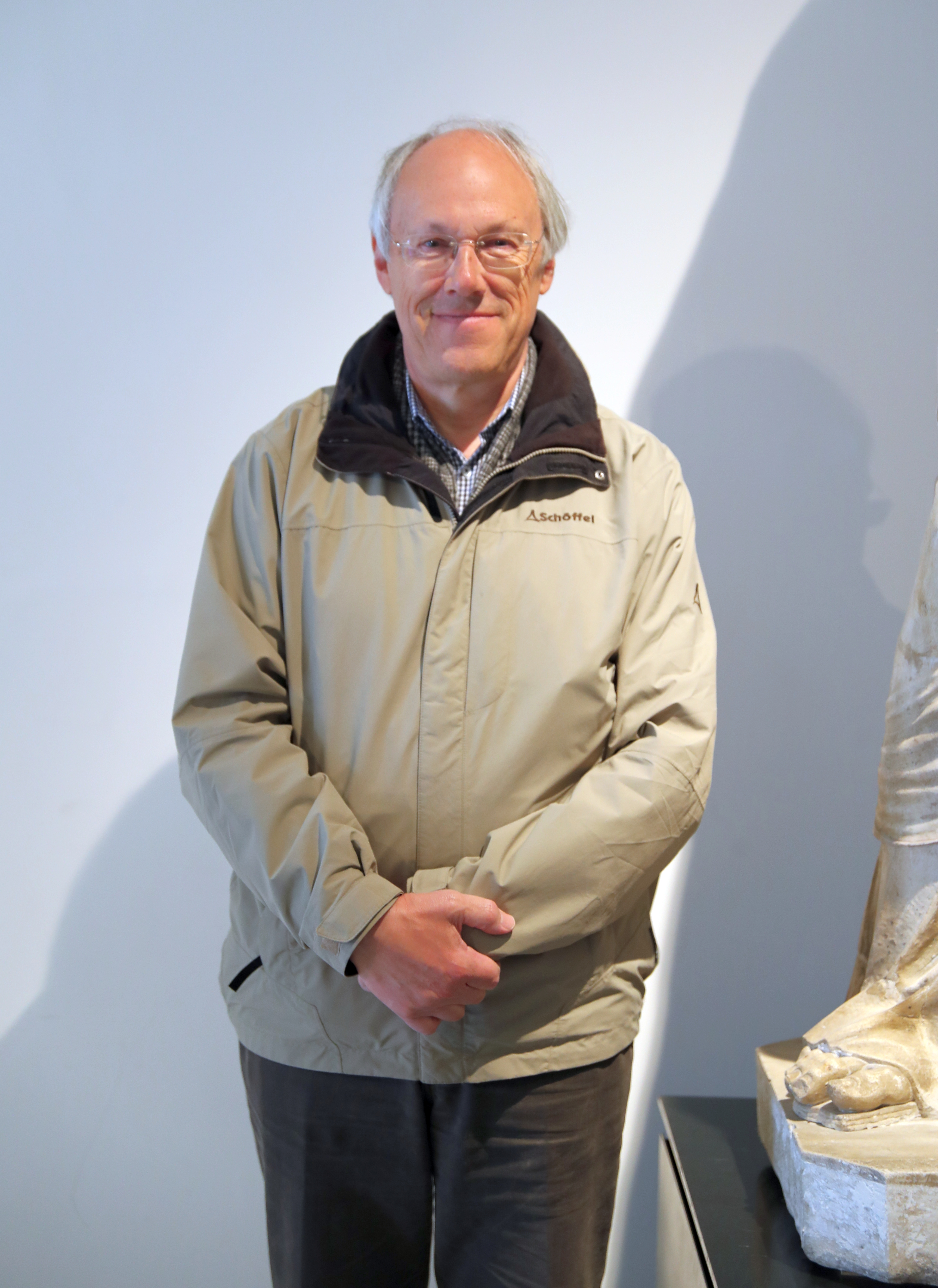
Michael Meier-Brügger im März 2018 im Archäologischen Nationalmuseum Neapel.

Michael Meier-Brügger (* 13. August 1948 in Zürich) ist ein Schweizer Indogermanist.

## Leben
Michael Meier-Brügger studierte seit 1967 Indogermanistik und Klassische Philologie in Zürich. 1973 wurde er dort promoviert und anschließend Assistent. Danach folgten ab 1976 Postdoc-Auslandsaufenthalte in Erlangen, Paris und Harvard. Nach der Habilitation 1980 und einigen Jahren als Lehrbeauftragter an mehreren Schweizer Universitäten übernahm Meier-Brügger 1984 im Auftrag der Akademie der Wissenschaften zu Göttingen die Leitung des Lexikons des frühgriechischen Epos. Er führt sie seit 1996 ehrenamtlich von Berlin aus weiter. In der Hamburger Zeit entstanden neben zahlreichen Aufsätzen zu altgriechischen Vokabeln die beiden Göschen-Bändchen Griechische Sprachwissenschaft.
Von 1996 bis zu seiner Emeritierung 2013 war Meier-Brügger C4-Professor für Vergleichende und Indogermanistische Sprachwissenschaft an der Freien Universität Berlin. In seiner Berliner Forschungsarbeit stellte der Schweizer die klassischen indogermanischen Sprachen Griechisch, Altindisch und Latein in den Mittelpunkt. Meier-Brüggers Indogermanische Sprachwissenschaft (7. Auflage 2000, 8. Auflage 2002, 9. Auflage 2010, 10., unter Leitung von Matthias Fritz völlig neu bearbeitete Auflage 2021) ist ein Standardwerk der Indogermanistik geworden.

## Schriften
- (Hrsg.): Lexikon des frühgriechischen Epos
- The Carian Inscriptions. Edition im Rahmen der schwedischen Labraunda-Edition, vol. II part 4. Stockholm 1983. 23 Seiten.
- Griechische Sprachwissenschaft. 2 Bände. Verlag De Gruyter (Sammlung Göschen), Berlin 1992. Band 1: Google-Buch; Band 2: Google-Buch.
- Indogermanische Sprachwissenschaft. In Zusammenarbeit mit M. Mayrhofer und M. Fritz. 7. Auflage. De Gruyter Studienbuch, Berlin 2000 (8. Auflage 2002, 9. Auflage 2010, 10. Auflage 2021; Google-Buch). Auch übersetzt ins Englische 2003. Erstausgabe der Reihe in der G. J. Göschen’sche Verlagsbuchhandlung durch Hans Krahe im Jahre 1943.